# Бруно Џули
Бруно Џули (Роз-Хил, 11. јул 1978) је маурицијуски боксер. На Олимпијским играма 2008. у Пекингу освојио је бронзану медаљу у категорији бантам што је била прва медаља за Маурицијус на Олимпијским играма. На Играма комонвелта освојио је сребро 2006. и бронзу 2010. Првак Афричких игара постао је 2011, а 2007. се окитио бронзом. На Афричком првенству победио је 2007, а сребрни је био 2001. и 2003.